# 福岡県道608号豊岡泊線
福岡県道608号豊岡泊線（ふくおかけんどう608ごう とよおかとまりせん）は、福岡県宗像市を通る一般県道である。

## 概要
宗像市地島の地島渡船待合所から泊漁港近に至る。

### 路線データ
- 起点：福岡県宗像市地島
- 終点：福岡県宗像市地島

## 地理

### 通過する自治体
- 宗像市

### 沿線
- 地島渡船待合所
- 宗像市立地島小学校